# Безмен, Нермин
Нермин Безмен (тур. Nermin Bezmen; род. 30 апреля 1954 года в Анталье) — турецкая писательница.

## Биография
Безмен родилась в Анталье в 1954 году. Она училась в начальной школе Мака. В последний год учёбы в средней школе для девочек имени Ататюрка она поехала в США по стипендии AFS Intercultural Programs. По возвращении она училась в школе менеджмента Султанахмета и окончила её в 1974 году. В январе 1975 года в возрасте 21 года она вышла замуж за Памира Безмена, 39-летнего бизнесмена. У них было двое детей. Он умер 29 января 2009 года. В 2015 году она во второй раз вышла замуж за актёра Толга Савачи и поселилась в Нью-Джерси, США.
Безмен работала на телевидении, публиковалась в журналах и работала с общественностью. Интересуется традиционным турецким искусством. Она давала уроки рисования для взрослых и детей в собственной мастерской.
Она начала писать романы в 1991 году. Она исследовала историю Курта Сеита, своего дедушки по материнской линии (крымского татарина, эмигрировавшего из Крыма в Турцию после революции 1917 года), и написала по её мотивам роман «Курт Сеит и Шура», по которому был снят турецкий телесериал «Курт Сеит и Александра». Кроме того, она написала много популярных книг жанровой литературы.

## Труды
- Курт Сеит и Шура[тур.], 1992, Yay Ofset, İstanbul, (Yeni basımı PMR Yayınları).
- Курт Сеит и Мурка, 1994, Yay Ofset, İstanbul, (Yeni basımı PMR Yayınları).
- Sır, 2006, İstanbul, Remzi Kitabevi.
- Aurora’nın İncileri, 2007, İstanbul, Remzi Kitabevi.
- Sırça Tuzak, 2007, İstanbul, Remzi Kitabevi.
- Mengene Göçmenleri, 1996, İstanbul, PMR Yayınları.
- Zihnimin Kanatları, 1995, İstanbul, PMR Yayınları.
- Bizim Gizli Bahçemizden, 2009, İstanbul, Doğan Kitapçılık.
- Kırk Kırık Küp (Hikâye), 1999, İstanbul, PMR Yayınları.
- Bir Gece Yolculuğu, 1999, İstanbul, PMR Yayınları,
- Bir Duayen’in Hatıratı: Fuad Bezmen, 2002, (Nermin Bezmen) PMR Yayınları; Anılar (Hatırat); İstanbul, PMR Yayınları.
- Turkuaz’a Dönüş Bilge Nadir-Nevzat'ın Anılarından Asil Nadir Gerçeği, (Nermin Bezmen, Tercüme: Pamir Bezmen), 1997, İstanbul, PMR Yayınları.
- Dedem Kurt Seyit ve Ben, 2014, Destek Yayınları
- Gönderilmeyen Aşk, 2010, Doğan Kitapçılık